# Quilombo (escola de samba)
Grêmio Recreativo de Arte Negra e Escola de Samba Quilombo foi uma escola de samba da cidade do Rio de Janeiro. Fundada pelos compositores Candeia, Neizinho, Wilson Moreira e Mestre Darcy do Jongo, em 8 de dezembro de 1975.
Sua sede ficava em Fazenda Botafogo, rua Ouseley, 810 – Fazenda Botafogo. Nunca foi filiada a nenhuma liga carnavalesca, não participando de nenhum desfile competitivo.

## História
Surgiu como iniciativa dos sambistas para resgatar valores originais do samba, que segundo eles estariam se perdendo em meio ao Carnaval comercial, que excluiria as comunidades. 
Buscando o retorno aos desfiles, o Quilombo que nunca deixou de funcionar em sua comunidade com trabalhos sociais e culturais, tem no lançamento do filme Eu sou povo! (que conta sua história) mais um incentivo.
A escola inspirou a criação da GRES Quilombo, em São Paulo, por dissidentes da Barroca Zona Sul.